# L'Enlèvement d’Europe
L'enlèvement d'Europe (Bortrövandet av Europa) är en opera i åtta scener av Darius Milhaud med text av Henri Hoppenot. Operan är den första av Milhauds korta Opéra-minute och varar bara i nio minuter.

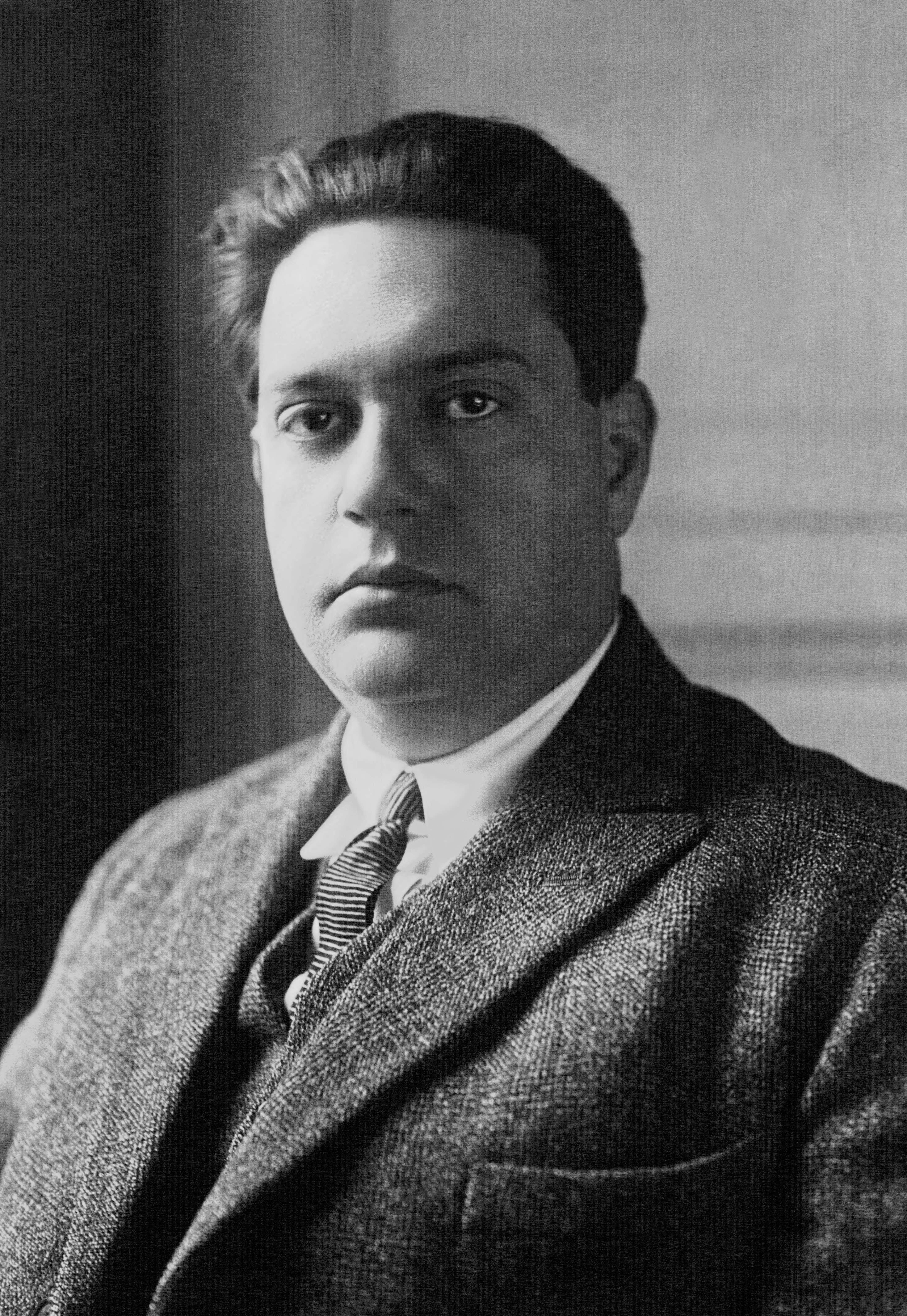
Darius Milhaud

## Om operan
Det synliga som uttryck för det osynliga var ett av Milhauds teman. Han var intresserad av djuret i människan, men i helt andra avsikter än till exempel de tyska konstnärerna (Frank Wedekinds och Alban Bergs opera Lulu). För fransmännen och världsmedborgarna var sexualiteten snarare ett försonande och förmenande element mellan människa och djur (animal = djur, animer = ge liv).
Operan hade premiär 17 juli 1927 i Stadthalle i Baden-Baden.

## Minutoperor
Första världskriget följdes av den hemvändande soldatens öde, såväl i verkligheten som inom konsten. Denne förde med sig den enorma erfarenheten av det oförutsägbara och okontrollerbara. Tiden verkade ha accelererat och det snabba och korta fick ett värde i sig. Inom filmkonsten och senare även i radion använde man sig i allt högre grad av klipptekniken. Korta och koncentrerade presentationsformer blev på modet även inom operakonsten. Ämnet broderades inte längre njutningsfullt ut, utan spetsades till och koncentrerades. Här var Milhaud en mästare. Les Malheurs d’Orphée varar i 35 minuter. Ännu kortare är L'Enlèvement d'Europe, som är ett verk på bara nio minuter. Milhaud fulländade komprimeringstekniken. Stackars matros har en speltid på 40 minuter medan L'Abandon d’Ariane bara varar i tio.

## Personer
- Agenor, Thebes kung (Bas
- Pergamon (Baryton)
- Zeus i tjurskepnad (Tenor)
- Europé/Europa, dotter till Agenor (Sopran)
- Tre tjänarinnor och tre krigare (kör)

## Handling
Europé bryter sin förbindelse med Pergamon, eftersom hon har upptäckt kärleken till djuren. Guden Zeus antar skepnaden av en tjur. Pergamon vill med sin båge döda djuret men pilen vänder tillbaka mot honom själv. Europé flyr på tjurens rygg. Av förbindelsen mellan Europe och Zeus föds Minos.